# Fratton Park
Fratton Park – stadion piłkarski (ang. association football), położony w mieście Portsmouth, Wielka Brytania. Otwarty po raz pierwszy we wtorek 15 sierpnia 1899 roku. Od tego czasu swoje mecze na tym obiekcie rozgrywa zespół grający w Championship o nazwie Portsmouth F.C. Jego pojemność wynosi 20 288 miejsc. Rekordową frekwencję, wynoszącą 51 385 osób, odnotowano w 1949 roku podczas meczu FA Cup pomiędzy Portsmouth a Derby County.
Fratton Park jest jedynym stadionem z boiskiem piłkarskim w angielskiej zawodowej piłce nożnej, który nie znajduje się na wyspie Wielka Brytania, ponieważ jest on zbudowany na wyspie Portsea, na której leży miasto Portsmouth.
Aktualna pojemność stadionu, ze względu na wymogi bezpieczeństwa wynosi 19 669 miejsc.